# دواء الملاذ الأخير
يعتبر دواء الملاذ الأخير هو الوصف العام لأي عقار صيدلاني أو مركب آخر يظهر نشاطًا دوائيًا فعالاً من الناحية الإكلينيكية ويكون استخدامه محدودًا، سواء أكان بسبب ضرورة تنظيمية أو بسبب أفضل ممارسة طبية مقبولة عمومًا، ولا يتم استخدامه إلا بعد فشل جميع (أو معظم) خيارات العلاج الأخرى في تحقيق استجابة كافية. وبعد الفحص الدقيق والانتقاء بعناية، وفي أغلب الأحيان، بعد الحصول على موافقة العديد من المتخصصين في الرعاية الصحية (الأطباء وأفراد التمريض للممارسة المتقدمة والصيادلة وعلماء الصيدلة، وغيرهم)، فإنه يمكن في حالات معينة (على سبيل المثال، في العديد من الحالات المرتبطة بالبكتيريا الخطيرة تعفن الدم / الصدمة المسببة للعفن، والمضادات الحيوية المعينة مثل فانكومايسين)، التفكير في استخدام أدوية الملاذ الأخير في وقت مبكر نظرًا لأن شدة الأعراض و/أو دواعي استعمال أي دواء من الأرجح أن تحقق استجابة للجرعة تتميز بالفعالية في الحالات الحرجة من حيث الوقت (الظروف المؤدية إلى الوفاة بدرجة عالية). يندرج الكثير من الأدوية التي تعتبر الملاذ الأخير ضمن واحدة أو أكثر من الفئات التي تتضمن المضادات الحيوية، أو العقاقير المضادة للفيروسات أو عقاقير العلاج الكيميائي. وغالبًا ما تحقق هذه العقاقير (ولكن ليس بشكل حصري) ما يتم اعتباره ضمن الاستجابة الأكثر فعالية للجرعة المتعلقة بآثار المضادات الحيوية، أو العقاقير المضادة للفيروسات أو المضاد للسرطان أو الأدوية المعروفة بعدم وجود سلالات مقاومة لها (أو توجد سلالات قليلة جدًا) (في حالة الأمراض المعدية).
مع مراعاة أن المضادات الحيوية ومضادات الفيروسات والعقاقير الأخرى التي يتم استخدامها لعلاج الأمراض الباثولوجية المعدية، فإن أدوية الملاذ الأخير عمومًا ما تمنع الإدارات الطبية استخدامها حتى بعد التجربة وفشل أكثر خيارات العلاج المستخدمة شيوعًا فيما يتعلق بشكل خاص بمنع تطور المقاومة. من أكثر الأمثلة المعروفة شيوعًا لكل من مقاومة المضادات الميكروبية والعلاقة بتصنيف دواء الملاذ الأخير عبارة عن ظهور المكورات العنقودية الذهبية المقاومة الميثيسـيللين (MRSA والتي يشار إليها أحيانًا باسم الدواء المتعدد للمكورات العنقودية الذهبية وهي مقاومة للعديد من العقاقير نتيجة مقاومتها للمضادات الحيوية غير البنسيلين التي أظهرتها بعض السلالات العنقودية الذهبية). وفي حالات العنقودية الذهبية المشتبه فيها، فتقترح العديد من مؤسسات الصحة العامة (بما في ذلك منظمة الصحة العالمية (WHO) ومراكز مكافحة الأمراض والوقاية منها (CDC) في الولايات المتحدة) والممارسة المقبولة بشكل متزايد معالجتها بشكل أولي بالعلاجات التجريبية الخاصة بالعنقودية الذهبية مع التأكيد على تقييم الاستجابة للعلاج الأولي وتقنيات التشخيص المعملي لكي تعزل حالات مقاومة العقار. ونتيجة لوجود احتمالية للخطورة المحتملة أو النتائج المميتة للسلالات المقاومة، فغالبًا ما يتضمن العلاج الأولي تناول الأدوية التي تؤخذ مع العديد من العوامل المضادة للميكروبات غير المعروفة بمقاومتها للعقاقير، ولكي تقلل نظريًا احتمالية بقاء السلالة المقاومة للمعالجة بشكل غير ملائم بواسطة دواء واحد أثناء تقييم استجابة العقار. وعندما يتم عزل خاصية المقاومة الخاصة عن طريق الاكتشافات المعملية الطبية، وغالبًا ما يتم تغيير المعالجة كما هو مُشار إليه. بشكل تقليدي، يعتبر الفانكومايسين أحد أطول أدوية الملاذ الأخير تأثيرًا وهذا يرجع إما إلى فعاليته في علاج العوامل المعدية المقاومة للعديد من العقاقير أو لضرورته في تناول الدواء عبر الوريد. وقد تم توضيح مقاومة الفانكومايسين مؤخرًا في بعض سلالات العنقودية الذهبية (المُشار إليها في الغالب باسم العنقودية الذهبية المقاومة للفانكومايسين أو العنقودية الذهبية متوسطة المقاومة للفانكومايسين (VRSA أو VISA)المتطابق غالبًا، ولكن ليس بشكل حصري، مع المقاومة للميثيسيلين/البنسيلين والتي تحفز الاحتواء على المضادات الحيوية الجديدة (مثل لينزوليد)) التي أظهرت كفاءة في السلالات المقاومة للعقار بدرجة عالية ليتم حصر استخدامه كعقار الملاذ الأخير.
وقد تعتبر العقاقير التي تم تصنيفها كعلاجات للسلالة الرابعة (أو السلالات التالية لها) أو العلاجات غير النمطية / الاستقصائية بشكل افتراضي ضمن أدوية الملاذ الأخير بسبب وضعها المنخفض في التسلسل الهرمي للعلاج. وقد أخذت هذا الترتيب بسبب العديد من الاعتبارات، منها على سبيل المثال لا الحصر: زيادة كفاءة الأدوية الأخرى، والاعتبارات الاجتماعية والاقتصادية، وتوافرها الأعراض الجانبية للأدوية أو القضايا المشابهة المتعلقة بقدرة تحمل المريض. وقد تأتي أيضًا بعض العلاجات الاستقصائية / التجريبية ضمن التصنيف الرئيسي لأدوية الملاذ الأخير عند تناولها بعد فشل كل العلاجات المعروفة والمقبولة حاليًا.
وعلى الرغم من أن معظم أدوية الملاذ الأخير المعروفة تكون في شكل مضادات حيوية أو مضادات فيروسية، فإن هناك عقاقير أخرى تعتبر أحيانًا أدوية الملاذ الأخير مثلالثيسابريد.

## أمثلة
- أميكاسين
- ثيسابريد
- كلوزابين[بحاجة لمصدر]
- كوليستين
- إيميبنيوم
- لينزوليد
- ميلرينون
- ثاليدوميد
- تولكابون
- فانكومايسين